# アゲシラオス1世
アゲシラオス1世（古希: ἈγησίλαοςΑ'、古代ギリシア語ラテン翻字: Agesilaos I、在位：紀元前820年-紀元前790年）はアギス朝の六代目のスパルタ王である。
アゲシラオス1世は先代の王ドリュッソスの子で、次代の王アルケラオスの父である。パウサニアスは、アゲシラオスの治世は短かったが、リュクルゴスの立法と同時代であったと述べている。

## 註
1. ↑  ヘロドトス, VII. 204
2. ↑  パウサニアス, III. 2. 4-5
3. ↑  ibid, III. 2. 4